# Coupe de Luxembourg 1935-1936
La Coppa di Lussemburgo 1935-1936 è stata la 15ª edizione della coppa nazionale lussemburghese disputata tra il 22 settembre 1935 e il 7 giugno 1936 e conclusa con la vittoria del Red Boys Differdange, al suo ottavo titolo.

## Formula
Eliminazione diretta in gara unica.

## 1º Turno Preliminare
| Squadra 1             | Risultato   | Squadra 2                 |
| --------------------- | ----------- | ------------------------- |
| 1 e 22 settembre 1935 |             |                           |
| Alliance Dudelange    | 1 - 2       | Racing Rodange            |
| Daring Echternach     | 1 - 4       | CS Hollerich              |
| Diables Rouges Zolver | 2 - 2/2 - 4 | Steinfort                 |
| Egalité Weimerskirch  | 4 - 1       | Tetange                   |
| Jeunesse Wasserbillig | 2 - 3       | Young Boys Diekirch       |
| Progrès Grund         | 4 - 1       | US Niederwiltz            |
| Rapid Neudorf         | 3 - 0       | FC Luxemburg/Limpertsberg |
| Red Boys Aspelt       | 1 - 0       | Blue Boys Muhlenbach      |
| Red Star Merl         | 0 - 2       | Swift Hesperange          |
| Stade Dudelange       | 13 - 0      | Sporting Bertrange        |
| Tricolore Muhlenweg   | 7 - 0       | Mondercange               |
| US Esch               | 1 - 3       | Mansfeldia Clausen        |
| Rumelange             | 9 - 1       | Arminia Weidingen         |
| Pétange               | 3 - 2       | AS Luxemburg              |
| Gold a Ro't Wiltz     | -           | Qualificato per sorteggio |

## 2º Turno Preliminare
| Squadra 1                | Risultato | Squadra 2                 |
| ------------------------ | --------- | ------------------------- |
| 6 ottobre 1935           |           |                           |
| Aris Bonnevoie           | 2 - 0     | Differdange               |
| Egalité Weimerskirch     | 2 - 0     | Rapid Neudorf             |
| Pétange                  | 3 - 0     | Gold a Ro't Wiltz         |
| Racing Rodange           | 2 - 1     | Fola Esch                 |
| Stade Dudelange          | 7 - 3     | Progrès Grund             |
| Swift Hesperange         | 3 - 2     | Steinfort                 |
| The National Schifflange | 4 - 3     | Rumelange                 |
| Tricolore Muhlenweg      | 2 - 0     | CS Hollerich              |
| Young Boys Diekirch      | 4 - 1     | Red Boys Aspelt           |
| Mansfeldia Clausen       | -         | Qualificata per sorteggio |

## 3º Turno Preliminare
| Squadra 1                | Risultato | Squadra 2            |
| ------------------------ | --------- | -------------------- |
| 3 novembre 1935          |           |                      |
| Aris Bonnevoie           | 3 - 2     | Young Boys Diekirch  |
| Pétange                  | 2 - 1     | Mansfeldia Clausen   |
| Stade Dudelange          | 9 - 0     | Racing Rodange       |
| Swift Hesperange         | 1 - 0     | Egalité Weimerskirch |
| The National Schifflange | 3 - 2     | Tricolore Muhlenweg  |

## Ottavi di finale
| Squadra 1                | Risultato | Squadra 2             |
| ------------------------ | --------- | --------------------- |
| 5 gennaio 1936           |           |                       |
| Egalité Weimerskirch     | 1 - 2     | Spora Luxembourg      |
| Pétange                  | 0 - 4     | Jeunesse Esch         |
| Progrès Niedercorn       | 8 - 0     | Swift Hesperange      |
| Red Boys Differdange     | 6 - 1     | Mansfeldia Clausen    |
| Stade Dudelange          | 4 - 3     | Avenir Beggen         |
| The National Schifflange | 3 - 0     | Red Black Pfaffenthal |
| Union Luxembourg         | 2 - 1     | Aris Bonnevoie        |
| Young Boys Diekirch      | 3 - 8     | US Dudelange          |

## Quarti di finale
| Squadra 1            | Risultato | Squadra 2                |
| -------------------- | --------- | ------------------------ |
| 19 aprile 1936       |           |                          |
| Red Boys Differdange | 3 - 2     | US Dudelange             |
| Spora Luxembourg     | 0 − 5     | Progrès Niedercorn       |
| Stade Dudelange      | 2 − 1     | Jeunesse Esch            |
| Union Luxembourg     | 2 − 4     | The National Schifflange |

## Semifinali
| Squadra 1            | Risultato | Squadra 2                |
| -------------------- | --------- | ------------------------ |
| 3 e 17 maggio 1936   |           |                          |
| Progrès Niedercorn   | 3 − 4     | Stade Dudelange          |
| Red Boys Differdange | 3 − 2     | The National Schifflange |

## Finale
| Arbitro: | Jean Reuter |

|                      |           |  |
| 18’ Wirtz 68’ Becker | Marcatori |  |